# Dichelacera parvidens
Dichelacera parvidens är en tvåvingeart som först beskrevs av Günther Enderlein 1925.  Dichelacera parvidens ingår i släktet Dichelacera och familjen bromsar. Inga underarter finns listade i Catalogue of Life.